# Fernanda Silmara Silva dos Santos
Fernanda Silmara Silva dos Santos (Natal, 6 de fevereiro de 1996) é uma engenheira brasileira. Ela é conhecida por seu trabalho dedicado à reforma de casas para famílias de baixa renda no Rio Grande do Norte.

## Biografia
Fernanda nasceu e foi criada na favela da Guarita, em Natal. Na comunidade, cresceu com seus pais e cinco irmãos em uma casa de taipa e tijolos brancos, o que mais tarde serviu de inspiração para construir um projeto social. Durante o ensino médio, que foi integrado ao curso de controle ambiental, estudou no Instituto Federal do Rio Grande do Norte - IFRN. Quando concluiu o técnico integrado, decidiu cursar enganharia civil na Universidade Potiguar e construção de edifícios no IFRN.  Atualmente, ela é técnica em controle ambiental, tecnóloga em construção de edifícios e formada em Engenharia Civil.

### Atuação
Aos 21 anos, inspirada por suas próprias experiências de vida, Fernanda decidiu criar um projeto voluntário para reformar casas de pessoas em situação de vulnerabilidade social sem cobrar nada. O projeto, chamado ReforAMAR, nasceu em julho de 2018. A iniciativa começou com apenas cinco voluntários e cresceu para 300 em menos de um ano. Pioneiro, o projeto alcançou visibilidade nacional ao participar dos programas televisivos Encontro com Fátima Bernardes e The Wall, do Caldeirão do Huck.

### ReforAMAR
A ReforAMAR é uma organização sem fins lucrativos que se dedica a revitalizar as casas de famílias de baixa renda em Natal.  Além disso, a organização também promove atividades culturais na capital potiguar. Desde a sua fundação, a organização já reformou 35 lares no Rio Grande do Norte. A organização recebe doações de mão de obra, materiais de construção e dinheiro, e tem parceria com empresas locais.

## Prêmios e reconhecimentos
Durante uma participação no programa televisivo The Wall, do Caldeirão do Huck, obteve uma premiação de R$ 124 mil para investir o dinheiro do prêmio na ONG ReforAMAR.
Em 2023, em sessão solene na Assembleia Legislativa do Rio Grande do Norte, ela foi uma das homenageadas no Dia Internacional das Mulheres na Engenharia.